# Para Roberto Bolaño
Para Roberto Bolaño es un libro del editor español Jorge Herralde, fundador y director de la Editorial Anagrama, publicado en octubre de 2005 por la Editorial Acantilado. Corresponde a una recopilación de discursos, crónicas y entrevistas realizadas por Herralde, referidas al escritor chileno Roberto Bolaño (1953-2003), con quien entabló una estrecha amistad y una fructífera relación laboral.
Simultáneamente a la publicación en España, el libro fue también publicado en 2005 por Adriana Hidalgo (Argentina), Alfadil (Venezuela), Catalonia (Chile), Sexto Piso (México), Villegas Editores (Colombia) y en 2006 por Estruendomudo (Perú).

## Contenido y estructura

Esténcil de Roberto Bolaño en Barcelona en 2012.

El libro comienza con una breve «Nota previa» de Herralde donde explica la procedencia de los distintos textos del libro:
- «Adiós a Bolaño»
Texto leído por Herralde en el tanatorio de Les Corts de Barcelona, durante el funeral laico de Roberto Bolaño realizado el 16 de julio de 2003, y publicado al día siguiente en La Vanguardia con el título «Bolaño, trapecista sin red».[5] Primero se refiere a su último semestre de vida, y al día previo a su hospitalización, donde conversaron extendidamente en la editorial; luego intenta describir a Bolaño retrocediendo en el tiempo hasta su adolescencia en México, descrita en algunas de sus novelas, y acaba despidiéndose de éste, con una mención a «su gran amigo» Mario Santiago.[6]
- «Para Roberto Bolaño»
Discurso leído durante el homenaje a Bolaño realizado en la Feria del Libro chilena, en Santiago, el 29 de octubre de 2003. El texto contiene subsecciones tituladas «Los detectives salvajes», «Bolaño, poeta y perro romántico, rabioso y apaleado», «Bolaño imprecador (bajo el digno de Rimbaud, Dadá, Debord)», «Bolaño, lector incansable, severo y generoso» y «Bolaño en su leyenda». Habla del éxito en alza que estaba recién comenzando a gozar la obra del autor, y que éste, con la excepción de Los detectives salvajes, casi no pudo apreciar debido a su muerte prematura. Resume la historia editorial del escritor, y se refiere a algunos rasgos de su personalidad, como su capacidad crítica, que podía oscilar entre lo devastador y la generosidad quizás a veces exagerada.[7]
- «Vida editorial de Roberto Bolaño»
Texto de Herralde confeccionado para las Jornadas de Homenaje a Roberto Bolaño organizadas por la revista Lateral y la Universidad Pompeu Fabra en Barcelona, el 21 de octubre de 2004. Describe sucintamente la historia editorial del autor, desde las primeras antologías en que apareció en México junto a los poetas infrarrealistas, pasando por su primer libro de poesía, Reinventar el amor, hasta sus últimas obras narrativas publicadas en vida, finalizando con sus trabajos póstumos tales como el acabado libro de cuentos El gaucho insufrible, y la inacabada novela 2666, su mayor obra.[8]
- «'2666': Datos editoriales»
Texto publicado en la revista Turia, el 28 de abril de 2005. Habla acerca de la decisión de publicar la novela en un solo tomo, como había sido contemplado por el autor en un comienzo, y de la repercusión de la obra una vez publicada, entre los lectores, las editoriales extranjeras y la crítica especializada.[9]
- «Respuestas a un cuestionario de 'El Periódico' de Barcelona»
Entrevista escrita publicada en octubre de 2004. Se pregunta a Herralde sobre su amistad con Bolaño, su relación laboral y la relación del mismo Bolaño hacia su obra, con sus lectores y críticos.[10]
- «Respuestas a un cuestionario de la revista 'Qué Pasa' de Santiago de Chile»
Entrevista escrita publicada en octubre de 2004. Herralde responde a diversas preguntas enfocadas en el desarrollo de 2666, su posterior proceso de edición y sus expectativas de la obra una vez publicada.[11]
- «Respuestas a un cuestionario del periódico 'The Clinic' de Santiago de Chile»
Entrevista escrita publicada el 2 de mayo de 2005. Preguntan a Herralde acerca de la conflictiva relación entre Bolaño y algunos escritores de su generación.[12]

Entre el tercer y cuarto texto se incluyen fotografías de la juventud de Bolaño en México, con los jóvenes poetas infrarrealistas; otras de sus últimos años, junto a su esposa y algunos de sus editores, traductores y amigos cercanos, y algunas portadas de su obra y de otros libros dedicados al escritor.
Adicionalmente se incluyen dos anexos:
- «Petición de una Beca Guggenheim»
Solicitud de una beca redactada por Bolaño en noviembre de 1996 para escribir Los detectives salvajes. Incluye una breve reseña biográfica, una lista de sus principales publicaciones y su proyecto de trabajo, estipulado entre julio de 1997 y julio de 1998, donde se presentan un argumento una estructura preliminares de la obra. La postulación iba acompañada de una carta de recomendación de Jorge Herralde en su calidad de editor, y positivas reseñas de Estrella distante, escritas por Silvia Meucci, Joaquín Marco (ABC), Ignacio Echevarría (El País) y Luis Alonso Girgado (El Correo Gallego). El 2 de mayo de 1997, mediante una carta se le comunicó a Bolaño que la beca no podía serle otorgada debido a los limitados fondos con que contaban para ese año.[13]
- «Diccionario Bolaño»
Extractos de entrevistas de Bolaño en que se refiere a distintos temas, sintetizados en las siguientes palabras a modo de diccionario: «autobiografía», «boom», «críticas», «Elvis», «España», «exilio», «fútbol», «García Másquez», «lema», «libros», «oficios», «paraíso», «política», «reconocimiento», «remordimiento», «sexo», «triunfo». Textos publicados en la columna El Cultural de El Mundo el 30 de diciembre de 2004, al que se agrega el término «censura (o autocensura)».[14]

El libro acaba con un «Índice onomástico» que lista a los distintos escritores y personajes mencionados a lo largo del libro, junto a sus respectivas páginas, y con un «artefacto» de Nicanor Parra, conformado por una revista abierta en la que figuran en primer plano dos sendas fotografías de Bolaño, y donde se ha superpuesto el mensaje «Le debemos un hígado a Bolaño».